# Comunn na Gàidhlig
Le Comunn na Gàidhlig (CnaG) est une association à but non lucratif qui vise à promouvoir la langue gaélique écossaise.
Elle possède des bureaux à Steòrnabhagh, à Inverness, à Glasgow, et des antennes locales dans les îles d'Uibhist, de Skye, d'Islay, ainsi qu'à Édimbourg et à Lochaber.

## Histoire
Le Comunn na Gàidhlig a été fondé le 7 septembre 1984, à Inverness (Inbhir Nis en gaélique écossais) afin de coordonner le développement du gaélique écossais. Il agit aux échelons local, régional et national. Comunn na Gàidhlig earranta est une société privée à but non lucratif et à responsabilité limitée par garantie sans capital-actions. Earranta signifie « Ltd. », CnaG étant une companaidh earranta (société anonyme ou limited company en anglais).
Le directeur exécutif actuel du Comunn est Dòmhnall MacNèill, depuis le 1er janvier 2010. Le président de son conseil d’administration est Iain MacAmhlaigh, en fonction depuis les 19 décembre 2016.
En juin 2016, lors de la campagne du référendum britannique sur la sortie du Royaume-Uni de l’Union européenne (« Brexit »), Dòmhnall MacNèill a signé, au nom du Comunn na Gàidhlig et avec les représentants d’autres organisations, dont l’European Language Equality Network (Réseau européen d’égalité des langues), l’Eisteddfod Genedlaethol Cymru (Festival gallois de littérature) et le Comhairle na Gaelscolaíochta (Conseil de l’enseignement en irlandais), une lettre ouverte avertissant des dangers que la sortie du Royaume-Uni représentait pour les langues minoritaires si les droits garantis par les lois européennes devaient être supprimés sous la seule juridiction britannique, notant en particulier que le gaélique écossais serait à la merci de politiques linguistiques visant à l’éradiquer, que les organisations non gouvernementales et les corps éducatifs ne pourraient plus profiter des financements européens destinés aux projets linguistiques, que les perspectives d’avenir pour les locuteurs du gaélique écossais s’en trouveraient réduites et que le « Brexit » conduirait à plus de précarité pour les collectivités gaelles, comme l’a démontré la suppression récente des financements britanniques dans le cas du cornique.